# Барбара Енгледер
Барбара Енгледер (нім. Barbara Engleder, нар. 16 вересня 1982, Еггенфельден, Німеччина) — німецька спортсменка, стрілець, олімпійська чемпіонка 2016 року.

## Виступи на Олімпіадах
| Олімпіада           | Дисципліна                            | Місце |
| ------------------- | ------------------------------------- | ----- |
| Афіни 2004          | гвинтівка з трьох положень, 50 метрів | 7     |
| Пекін 2008          | пневматична гвинтівка, 10 метрів      | 17    |
| Пекін 2008          | гвинтівка з трьох положень, 50 метрів | 9     |
| Лондон 2012         | гвинтівка з трьох положень, 50 метрів | 6     |
| Ріо-де-Жанейро 2016 | пневматична гвинтівка, 10 метрів      | 4     |
| Ріо-де-Жанейро 2016 | гвинтівка з трьох положень, 50 метрів | 1     |

## Зовнішні посилання
- Барбара Енгледер — олімпійська статистика на сайті Sports-Reference.com (англ.) (архівна версія)